# Раузер-Черноусова, Дагмара Максимилиановна
Дагмара Максимилиановна Раузер-Черноусова (1895—1996) — советский микропалеонтолог, доктор геолого-минералогических наук (1945), профессор, лауреат Ленинской премии в области науки (1965), Заслуженный деятель науки и техники РСФСР.

## Биография
Родилась 19 марта 1895 года в Москве, в семье инженера и учительницы музыки. Семья жила в Лефортово в собственном доме. Начальное образование получила в немецкой школе. В 1911 году поступила в частную гимназию Потоцкой на Малой Дмитровке.
В 1913—1918 годах училась на естественном отделении физико-математического факультета Московских высших женских курсов. Летом 1918 года работала коллектором в Печорской и Архангельской экспедициях, где познакомилась со своим будущим мужем.
В 1918—1925 годах работала преподавателем в школе села Устьцильма. Из-за болезни мужа семья переехала в Севастополь (1925—1926), где она работала в школе, на Севастопольской биологической станции, и заинтересовалась палеонтологией.
В 1927—1931 годах — аспирант и ассистент в МГУ и МГПИ. С 1931 года — старший научный сотрудник Урал нефть, с 1933 — Нефтяного геолого-разведывательного института в Москве.
С 1934 года работала в Институте геологических наук АН СССР. Заведующая микропалеонтологической лабораторией Геологического института АН СССР (1934—1970).
30 марта 1945 года защитила докторскую диссертацию по теме: «Стратиграфия и фации верхне каменноугольных артинских отложений Башкирской предуральской депрессии (на основе изучения фузулин)». Оппонентами у неё были Н. С. Шатский, Д. В. Наливкин и А. А. Чернов.
На основании изучения ископаемых фораминифер Русской платформы и Приуралья и использования их в биостратиграфии, выявила детальное стратиграфическое строение карбона и перми, что стало основой в разведке нефти.
Описала около 200 новых ископаемых видов простейших и морских организмов.
Была организатором всесоюзных научных совещаний по микропалеонтологии, по её инициативе была создана Комиссия по микропалеонтологии АН СССР.
Д. М. Раузер-Черноусова скончалась на 102 году жизни, 12 июня 1996 года в Москве.

### Семья
- Отец — Раузер Максим Андреевич (1866—1920) — инженер
- Мать — Полина Ивановна (1868—1948) — учитель, пианистка.
  - Братья — Андрей (род. 1893) — бухгалтер, Рудольф (род. 1897) — учитель, Владимир (1899—1918) — студент.
- Муж — Черноусов Константин Николаевич (1898—1944), замужем в 1920—1936 годах.
  - Дочь — Королюк, Ирина Константиновна (30 августа 1921 — 26 декабря 2008) — геолог, доктор геолого-минералогических наук, специалист в области литологии карбонатных отложений, формационного анализа и нефтяной геологии[4].

## Награды и премии
- 1945 — Орден Красной Звезды (11.08.1945)
- 1946 — Медаль «За доблестный труд в Великой Отечественной войне 1941—1945 гг.»
- 1948 — Медаль «В память 800-летия Москвы»
- 1954 — Орден Трудового Красного Знамени (9.12.1953), за участие в освоении нефтяных месторождений Волго-Уральского региона.
- 1965 — лауреат Ленинской премии за цикл работ по научному основанию и разработке методики детализации стратиграфии верхнего палеозоя на основе развития фораминифер[5][6][7].

## Членство в организациях
- Почётный председатель Комиссии по микропалеонтологии.
- Почётный член МОИП.

## Память
В честь Д. М. Раузер-Черноусовой были названы рода и виды ископаемых фораменифер:
- Dagmarella Solovieva, 1955 — средний карбон Средней Азии.
- Dagmarita Reitlinger, 1965 — верхняя пермь Закавказья.
- Paradagmarita Lys, 1978 — верхняя пермь Турции.
- Rauserella Dunbar, 1944 — верхняя пермь США.
- Rauserina Antropov, 1950 — верхний девон Европейской части СССР.
- Rayserites Rosovskaya, 1948 — верхний карбон Подмосковья.
- Glomospiranella rauserae Dain, 1953 — нижний карбон Донбасса.
- Lingulina rauserae N.Tchernysheva, 1952 — средний девон Урала.
- Parathurammina dagmarae Suleimanov, 1945 — нижний карбон Башкирии.
- Septotournaella rauserae Lipina, 1955 — нижний карбон Подмосковья.